# Pere Bosch
Pere Bosch i Gimpera (ou Pedro Bosch-Gimpera) (Barcelona, 22 de março de 1891 – Cidade do México, 9 de outubro de 1974) foi um pré-historiador espanhol. Adquiriu a nacionalidade mexicana em 1971.

## Biografia
Nasceu em Barcelona, em 1891, e doutorou-se em Letras em 1911 e em História em 1913, com a pretensão de chegar a ser professor de grego. De 1911 a 1914, estudou como bolsista de Filologia grega, Pré-História e História Antiga em Berlim, com uma das bolsas de estudo concedidas pela Junta de Ampliação de Estudos. O conselho de Willamovitz-Moelendorf fê-lo mudar da língua e literatura helênicas para a Arqueologia pré-histórica. 
De 1916 a 1939 foi catedrático de História Antiga e Média na Universidade de Barcelona. Na mesma época desempenhou o cargo de diretor do Serviço de Investigações Arqueológicas do Institut d'Estudis Catalans. Dirigiu a seção arqueológica dos museus de Barcelona entre 1916 e 1931, foi decano da Faculdade de Filosofia e Letras de 1931 a 1933 e reitor da Universidade entre 1933 e 1939. Implicado na política catalã, foi Conselheiro de Justiça da Generalitat da Catalunha no Governo de Lluís Companys. 
Também exerceu a sua docência nas universidades de Berlim (1921), Edimburgo (1936), Oxford (1939-1941), Paris (1961) e Heidelberg (1966), entre outras universidades europeias. Desde 1941, foi professor da Universidade Nacional Autônoma do México e da Escola Nacional de Arqueologia, cargos que desempenhou até a sua morte, em 1974.
Adicionalmente, foi professor da Universidade da Guatemala (1945-1947), diretor da Divisão de Filosofia e Humanidades da Unesco (1948-1953) e secretário geral da União de Ciências Antropológicas e Etnológicas (1953-1966)

## Reconhecimentos
Os mais destacados:
- Membro honorário do  Royal Antropological Institute of Great Britain and Ireland
- Membro honorário da   Society of Antiquaries  de Londres
- Membro honorário do  Institut d'Estudis Catalans  de Barcelona
- Membro honorário do Deutsches Archaeologisches Institut de Berlim
- Membro honorário da  Hispanic Society of America  de Washington
- Membro da l'Académie des Inscriptions Belles Lettres de Paris
- Membro da Pontificia Academia Romana di Archeologia de Roma
- Membro da Sociedade Arqueológica de Jutlândia

## Obras
- La historia catalana (1919)
- La arqueología prerromana hispánica (1920)
- Etnología de la Península Ibérica (1932)
- El poblamiento antiguo y la formación de los pueblos de España (1945)
- El Próximo Oriente en la Antigüedad (1964)
- El problema indoeuropeo (1968)
- La Universitat i Catalunya (1969)
- Historia de Oriente (1971)
- La América precolombina (1971)
- Las raíces de Europa (1974)
- La América prehispánica (1974)